# Jens Heckl
Jens Heckl (* 1967) ist ein deutscher Archivar, Historiker und Bergbauexperte.

## Leben
Nach dem Besuch der Archivschule Marburg und seiner Promotion 1999 war er am Landeshauptarchiv Sachsen-Anhalt tätig. Heute arbeitet er im Landesarchiv Nordrhein-Westfalen in der Abteilung Westfalen in Münster. Er legte mehrere Veröffentlichungen zum Geld- und Montanwesen vor und ist u. a. Redaktionsmitglied der Geldgeschichtlichen Nachrichten.

## Werke (Auswahl)
- Das Geldwesen Anhalts unter Berücksichtigung der Staatsschulden 1690 bis 1875, Regenstauf 1999, Dissertation[2]
- Die preußische Berg-, Hütten- und Salinenverwaltung 1763–1865, Der Bestand Oberbergamt Halle im Landeshauptarchiv Sachsen-Anhalt, Bände 1–4, 2002
- Fremdes Geld in Preußens Kassen, 2010
- Quellen zum Bergbau in Westfalen (= Veröffentlichungen des Landesarchivs Nordrhein-Westfalen, 33), Düsseldorf 2010, ISBN 978-3-932892-28-8
- Unbekannte Quellen: „Massenakten“ des 20. Jahrhunderts. Untersuchungen seriellen Schriftguts aus normierten Verwaltungsverfahren, Bd. 2. Herausgegeben von Jens Heckl, Düsseldorf 2012